# Seminario Pontificio Santo Tomás de Aquino
El Seminario Pontificio Santo Tomás de Aquino es un centro de formación sacerdotal católico, perteneciente a la Arquidiócesis de Santo Domingo, donde se forma el clero diocesano de la República Dominicana y una gran parte del clero religioso dominicano. En su recinto también reciben formación seminaristas provenientes del Caribe y las Antillas Menores.
Fue fundado el 8 de mayo de 1848 por el Arzobispo Tomás Portes e Infante y reconocido como Instituto Universitario desde el 21 de junio de 1890 por el Estado dominicano. Ratificado como Instituto Pontificio por la Santa Sede, mediante el Concordato firmado con la República Dominicana, el 16 de junio de 1954.
Su facultad de Filosofía está afiliada a la Pontificia Universidad Católica Madre y Maestra desde 1981, la cual otorga el título de Licenciado en Filosofía, y su facultad de Teología está afiliada a la Universidad Eclesiástica San Dámaso de Madrid, desde el 28 de diciembre de 2013, con doble titulación en Bachiller en Teología y Licenciado en Ciencias Religiosas.

## Historia

### Antecedentes
Después del Concilio de Trento, se estimula la creación de seminarios para la formación del clero. Por esto, el 1.º de febrero del año 1603 se funda el Seminario Conciliar de Santo Domingo, siendo su rector el Padre Cristóbal de Llerena. Los Jesuitas tenían como misión antes de la fundación del Seminario, la creación de un colegio en el país, por lo cual vinieron a estas tierras, por deseo del capitán Don Juan de Rivera y Quezada. Esto no se consolidó inmediatamente y es entonces que les fue encomendada por el Arzobispo Fray Domingo Fernández de Navarrete la cátedra de Gramática que los Padres enseñaron "con aplauso de toda la ciudad". Cuatro años más tarde regenteaban la cátedra de Teología Moral.
La Universidad de los Jesuitas se extingue y entonces surge el Colegio San Fernando como una respuesta. Es por eso que por diligencias del Arzobispo Fernando Portillo, pudo abrirse de nuevo el Seminario luego de doce años, donde sus alumnos, como lo atestigua el Arzobispo Valera, llegaron a doscientos, de los que sólo uno era colegial seminarista. Este colegio se llamó San Fernando en honor a su fundador y tuvo cátedras de Latinidad y Filosofía.
Durante el período de la Reconquista, el Arzobispo Valera fue el primer nativo en ocupar la sede primacial de las Indias y fundó en su palacio episcopal una escuela donde enseñaba latín y teología dogmática.  Con esto restableció la educación que fue anulada por los invasores franceses cuando ocuparon la parte occidental de la Isla de Santo Domingo. Años más tarde, durante la ocupación haitiana, a causa de las medidas militares del Presidente Boyer, la Universidad de la Reconquista se cierra en 1823. Es entonces que los estudiantes comienzan a recibir clases particulares del Dr. Elías Rodríguez y de otros maestros y discípulos de la extinta Universidad. Además el Pbro. Gaspar Hernández, ofreció cátedras de Latinidad y Filosofía en el Regina Angelorum. Este período mermó un poco las vocaciones por las dificultades presentadas.

### Creación y evolución del Seminario
El Arzobispo Dr. Tomás de Portes e Infante, ilustre hijo de la ciudad de Santiago de los Caballeros y uno de los portaestandartes de la cultura dominicana, escribió al Congreso Nacional el 27 de marzo de 1848 para la creación de un Colegio-Seminario. El primer rector del Seminario Conciliar Santo Tomás de Aquino fue el Dr. Elías Rodríguez.
El Colegio-Seminario, puesto bajo el patrocinio del Doctor de la Iglesia y príncipe de los teólogos, Santo Tomás de Aquino, en un principio funjió como un colegio mixto. En él podían cursar sus estudios tanto aquellos jóvenes que aspirasen al sublime y santo ministerio del altar, como todos aquellos que quisiesen dedicarse al cultivo de las Letras, de la Jurisprudencia o de la Medicina.
Doce jóvenes seminaristas de las diferentes provincias de la República dieron inicio a este proyecto, eran ellos: tres de Santo Domingo; tres de Santiago; dos de la Concepción de La Vega; dos de Compostela de Azua y dos de Santa Cruz del Seibo.
El Seminario fue en ese momento el único plantel educativo que existía entonces en la República Dominica, hasta la creación del Colegio de San Buenaventura, que en 1852 estableciera el Gobierno para estudios superiores de literatura y ciencias.
En 1867, Fernando Arturo de Meriño toma las riendas del Seminario. En este momento, la situación era crítica, pues de 12,000 pesos anuales que otorgaba el gobierno, se redujo a 48 pesos fuertes y después la asignación se elevó a 600 pesos fuertes. Como las cosas no andaban del todo bien, uno de los recursos que utilizó Meriño para recaudar fondos para el Seminario fue la concesión a la sociedad de “Amigos del Progreso”, el permiso para construir una capilla en el cementerio, y que parte del dinero recaudado, por concepto de inhumación de cadáveres fuera dado al seminario. Los esfuerzos de Meriño pronto se vieron coronados, pues de ocho estudiantes que tenía en teología, todos fueron ordenados sacerdotes.
De los ilustres dominicanos que estaban bajo la dirección de Meriño podemos destacar a los presbíteros: Lamarche, Santa María, Salcedo y Font Bernard.
En 1875, Mons. Roque Cocchia, vicario apostólico, determinó agregar el Seminario al Colegio San Luis Gonzaga, que dirigía en la capital el Pbro. Can. Francisco X. Billini y Hernández, aunque después en 1880, Cocchia consciente de su deber de Prelado y queriendo establecer sobre sólida base el funcionamiento del Seminario, mandó trasladarlo de nuevo a su antiguo local, remozado completamente.
Para el 1884 tenía entonces el Seminario ocho cátedras: Teología Moral, Lugares Teológicos, Filosofía, Retórica, Latinidad de Mayores y de Menores, Gramática Castellana, Historia Universal e Inglés. Para abril de 1900 el Padre Fantino estaba al frente del Seminario Conciliar, dirigiendo no solo el Seminario, sino también la escuela preparatoria, anexa al Seminario, donde supo conquistar tantos lauros y formar tantos corazones jóvenes.
El Arzobispo Nouel termina el Edificio del Seminario y lo pone bajo la Dirección de los Padres Eudistas 1907-1916. Fue el primer Rector Eudista el R. P. Félix de Martini, consagrado maestro de Derecho y Teología Moral.
El 5 de marzo de 1923 llegaron los primeros misioneros claretianos con la misión de reiniciar el seminario. El primer curso comenzó con 26 alumnos, pasando por las clases del Seminario, durante la administración de los Padres Claretianos, 152 alumnos, de los que veinte llegaron al sacerdocio. El primer alumno en inscribirse fue Octavio Antonio Beras.
El 25 de diciembre de 1946 el obispo coadjutor, Mons. Beras escribió al presidente Trujillo para la construcción de un seminario único, en Santo Domingo, donde se encuentra actualmente la PUCMM, en avenida Abraham Lincoln, de la ciudad Capital. Trujillo accedió y al celebrarse los 100 años del seminario se inauguró el nuevo edificio.
Desde el 21 de junio de 1946 la Compañía de Jesús tomó la dirección del Seminario Mayor “Santo Tomás de Aquino”, entrando en posesión de la dirección del establecimiento, con el R. P. Luis González Posada, S. J. como Rector.
Desde el año 1981, el Seminario muda sus instalaciones a su recinto actual en el Sector Mirador Sur de Santo Domingo, y comienza a ser dirigido por sacerdotes diocesanos: Juan Severino Germán, Rafael Felipe y Núñez, Fausto Ramón Mejía Vallejo, Luis Manuel De la Cruz Baldera y Freddy Antonio de Jesús Bretón Martínez. Ha tenido hasta el momento 9 rectores del Clero diocesano, siendo el primero Mons. Juan Severino Germán.

## Aportes del Seminario

### A nivel educativo
Como aporte intelectual a la sociedad dominicana el Seminario es una de las cunas donde se han fraguado grandes hombres del saber. Comenzando por su surgimiento, el 8 de mayo de 1948. En este plantel no solo estudiaban jóvenes que se preparaban para el sacerdocio, sino que fue el centro más importante de toda una generación donde se formó toda la juventud distinguida que se levantó en los diez años que siguieron a la restauración. Entre los que se encuentran:
- Fernando Arturo de Meriño
- Francisco Javier Billini
- Francisco Gregorio Billini
- Federico Henríquez y Carvajal
- Manuel Rodríguez Objio
- Gabriel B. Moreno del Christo
- Rafael C. Castellanos
- Manuel de Jesús Troncoso

### En el ámbito político
Los años de la Primera República fueron años en los cuales, las aulas del seminario formaron a gran cantidad de intelectuales y hombres de Dios, que luego tuvieron un papel determinante en la consolidación de nuestra Soberanía Nacional.
Mons. Fernando Arturo de Meriño, quien apenas ordenado sacerdote y ejerciendo su ministerio en Neiba donde se hizo admirar y amar como sacerdote y como ciudadano, y al momento de estallar la revolución de 1857 contra el presidente Buenaventura Báez, sus convecinos lo eligieron como miembro del Congreso Constituyente que había de reunirse en Moca en los primeros días de diciembre de ese año. Fue un anti-anexionista a carta cabal, y al consolidarse la República varios años después del surgimiento de la Segunda República, ocupa la presidencia nacional por dos años (1880-1882).
Al igual que Meriño otros exalumnos de la prestigiosa institución fueron presidentes: Francisco Gregorio Billini (1884-1886); Adolfo A. Nouel. (1913). Otros aunque no llegaron a la presidencia ocuparon grandes puestos en casi todos los ámbitos de la nación.